# Ushi Must Marry
Ushi Must Marry is een Nederlandse speelfilm uit 2013 van Paul Ruven met in de hoofdrol Wendy van Dijk.
De film is een vervolg op de televisieserie Ushi en Van Dijk. In tegenstelling tot de serie kreeg de film veel kritiek. Op IMDb kreeg de film een 3.
Onder anderen Uri Geller en Hans Klok speelden mee in de film, die op 22 februari 2013 een Gouden Film werd.

## Rolverdeling
| Acteur          | Personage        |
| --------------- | ---------------- |
| Wendy van Dijk  | Ushi             |
| Hiromi Tojo     | Ushi's assistent |
| Patrick Dempsey | Zichzelf         |
| Chris Noth      | Zichzelf         |
| Uri Geller      | Zichzelf         |